# Matteo Fiorin
Matteo Fiorin, né le 14 juin 2005 à Desio, est un coureur cycliste italien. Il est membre de l'équipe MBH Bank Ballan CSB.

## Biographie
Né à Desio, Matteo Fiorin réside habituellement dans la localité lombarde de Seveso. Il commence à s'intéresser au vélo à l'âge de sept ans en suivant l'activité de son père Daniele, qui entraîne des cyclistes féminines. Sa première licence est prise au Gruppo Sportivo Cicli Fiorin, un club fondé par son grand-père Guido. Il a une sœur aînée, Sara, qui est elle aussi active dans les compétitions cyclistes,. Décrit avant tout comme un sprinteur, il se distingue dans les catégories de jeunes en accumulant les succès sur route, sur piste et en cyclo-cross. 
Chez les juniors, il confirme ses aptitudes en devenant champion du monde de poursuite par équipes, champion d'Europe et champion d'Italie à de multiples reprises. Il obtient également plusieurs victoires et diverses places d'honneur dans des courses sur route. Après ses performances, il intègre la formation continentale MBH Bank Colpack Ballan en 2024, pour ses débuts espoirs. Sa saison est cependant perturbée par des chutes et deux fractures de la clavicule. Matteo Fiorin est néanmoins sélectionné en équipe d'Italie pour les championnats d'Europe élites d'Apeldoorn, où il se classe quinzième de la poursuite par équipes. 
En 2025, il s'impose au sprint sur la Coppa Caduti Nervianesi et l'épreuve Vicence-Bionde. Il finit par ailleurs septième de La Popolarissima, qui est inscrite au calendrier de l'UCI Europe Tour.

## Palmarès sur route
- 2023
  - Medaglia d'Oro Città di Monza
  - Circuito dell'Assunta
- 2024
  - 2e du Gran Premio di Roncolevà
- 2025
  - Coppa Caduti Nervianesi
  - Vicence-Bionde

## Palmarès sur piste

### Championnats du monde
| Édition / Épreuve       | Poursuite par équipes | Américaine |
| Tel Aviv 2022 (juniors) | Or                    |            |
| Cali 2023 (juniors)     | Or                    | Argent     |

### Championnats d'Europe
| Édition / Épreuve     | Elimination | Poursuite par équipes | Américaine | Omnium |
| Anadia 2022 (juniors) | Or          |                       |            |        |
| Anadia 2023 (juniors) |             | Or                    | Or         | Argent |
| Anadia 2025 (espoirs) |             | Bronze                |            |        |

### Championnats nationaux
- 2022
  -  Champion d'Italie de vitesse par équipes juniors (avec Angelo Monister et Milo Marcolli)
  -  Champion d'Italie du scratch juniors
  -  Champion d'Italie de l'élimination juniors
  - 2e du championnat d'Italie de poursuite par équipes juniors
  - 3e du championnat d'Italie de l'américaine juniors
  - 3e du championnat d'Italie de l'omnium juniors
- 2023
  -  Champion d'Italie du kilomètre juniors
  -  Champion d'Italie de poursuite par équipes juniors (avec Etienne Grimod, Juan David Sierra et Samuele Alari)
  -  Champion d'Italie de vitesse par équipes juniors (avec Daniel Vitale et Alessandro Bielli)
  -  Champion d'Italie du scratch juniors
  -  Champion d'Italie de l'omnium juniors
  -  Champion d'Italie de l'élimination juniors
  - 3e du championnat d'Italie de l'américaine juniors